# گمینا میووراز
گمینا میووراز (به لهستانی:  Gmina Miłoradz) یک گمینا در لهستان است که در شهرستان مالبورک واقع شده‌است. گمینا میووراز ۹۳٫۷۵ کیلومتر مربع مساحت و ۳٬۴۲۷ نفر جمعیت دارد.